# Massif de Gorobel-Salbada

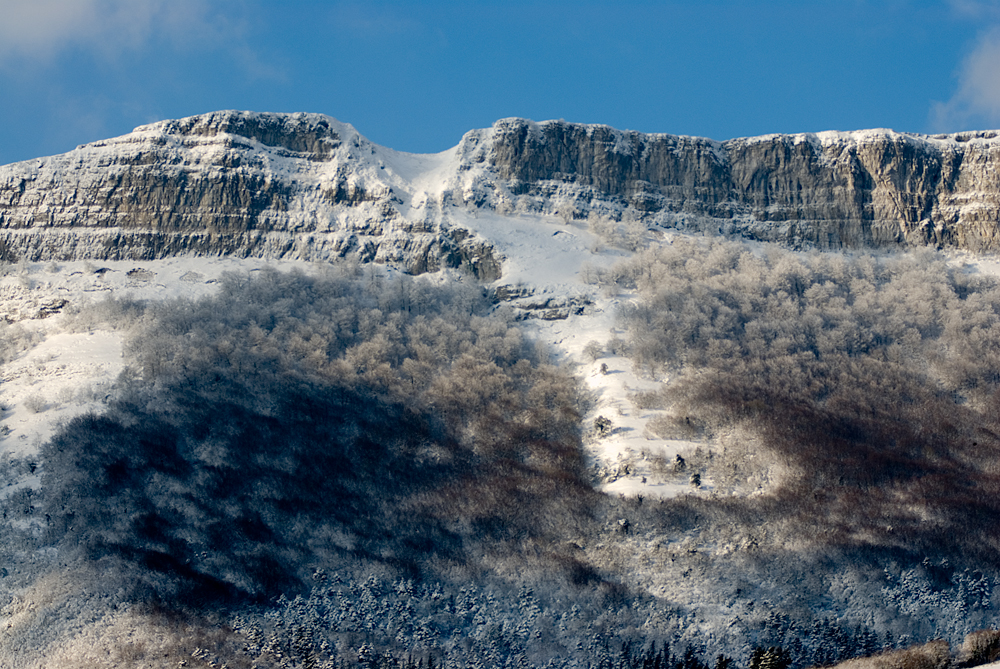
La passe de Menerdiga en hiver.

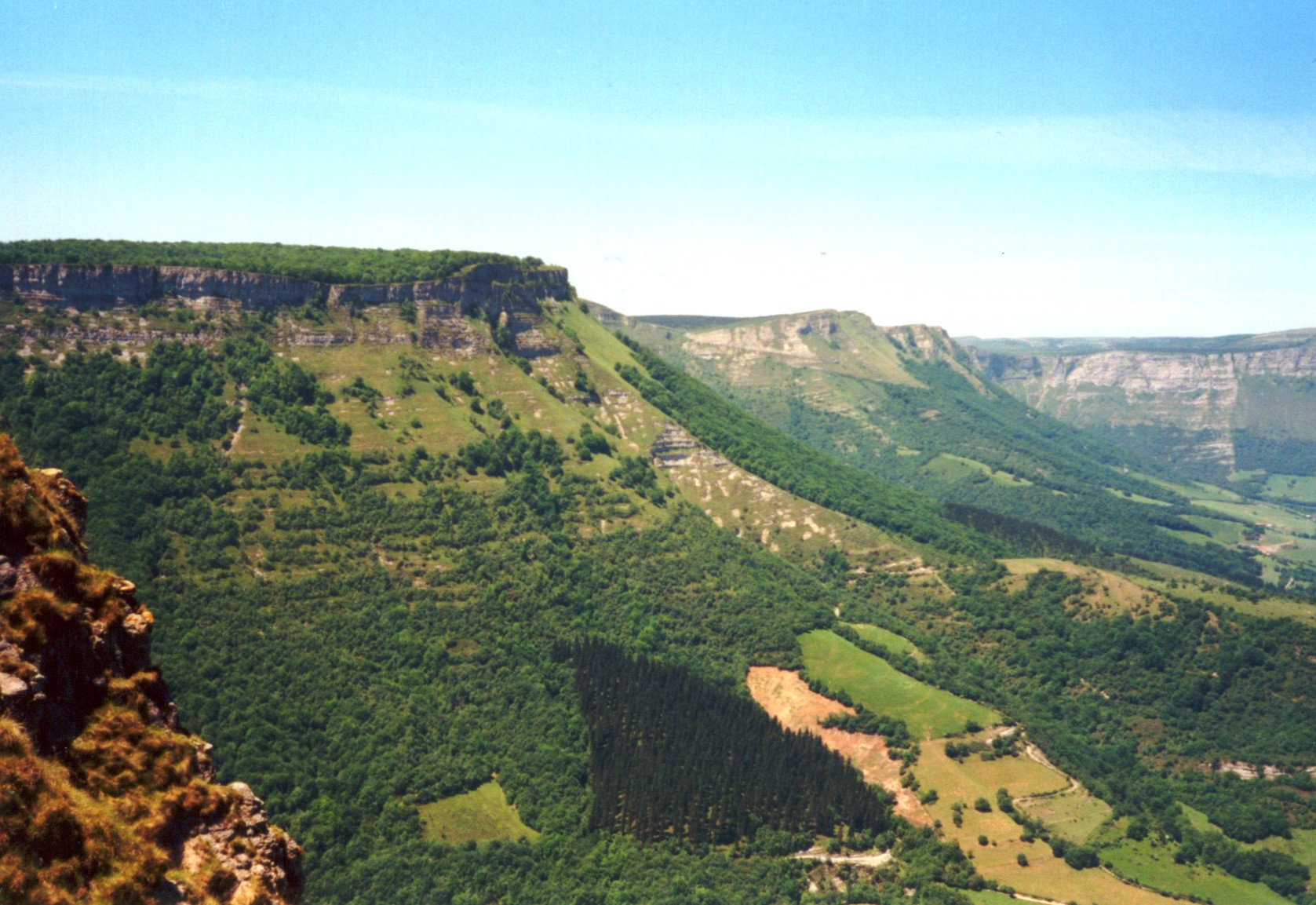
Paysage d'été.

Le massif de Gorobel / Salbada (eu:Gorobel ; es:Sierra Salvada), dans les Montagnes basques, est partagé entre trois entités régionales différentes : la province d'Alava, l'enclave biscaïenne d'Urduña et la province de Burgos.

## Situation
Le massif se trouve dans l'est d'Alava, dans le nord-ouest de la province de Burgos, et dans l'ouest de l'enclave de Biscaye. Son sommet est à quelque huit kilomètres au sud-ouest d'Amurrio (en Alava) et sept kilomètres au nord-ouest d'Urduña (en Biscaye).

## Sommets
- Eskutxi (eu), 1 185 m 43° 02′ 23″ nord, 3° 07′ 18″ ouest (Alava)
- El Somo, 1 170 m 43° 01′ 29″ nord, 3° 06′ 33″ ouest (Alava)
- Mojón de la Lastrilla, 1 141 m 43° 00′ 52″ nord, 3° 05′ 48″ ouest (Alava)
- Moscadero, 1 134 m 43° 01′ 23″ nord, 3° 08′ 42″ ouest (Alava)
- Aro, 1 133 m 43° 02′ 07″ nord, 3° 08′ 23″ ouest (Alava)
- Alto del Pozo de manda agua, 1 129 m 43° 01′ 00″ nord, 3° 07′ 37″ ouest (Alava)
- Herranes, 1 122 m 43° 01′ 54″ nord, 3° 07′ 53″ ouest (Alava)
- Urieta, 1 117 m 43° 01′ 34″ nord, 3° 09′ 25″ ouest (Alava)
- Hayalta, 1 103 m 43° 00′ 32″ nord, 3° 08′ 03″ ouest (Alava)
- Ungino, 1 099 m 43° 01′ 57″ nord, 3° 06′ 05″ ouest (Alava)
- Trevejo, 1 082 m 43° 00′ 09″ nord, 3° 04′ 29″ ouest (Burgos)
- Iturrigorri, 1 073 m 43° 01′ 04″ nord, 3° 04′ 24″ ouest (entre l'Alava et la Biscaye)
- Mojón Alto, 1 068 m 43° 00′ 06″ nord, 3° 05′ 21″ ouest (entre l'Alava, la Biscaye et Burgos)
- Bustillas, 1 057 m 43° 00′ 07″ nord, 3° 06′ 52″ ouest (Burgos)
- Bedarbide, 1 041 m 43° 00′ 14″ nord, 3° 03′ 49″ ouest (entre la Biscaye et Burgos)
- Solaiera, 1 038 m 42° 59′ 24″ nord, 3° 02′ 52″ ouest (entre la Biscaye et Burgos)
- El Horcón, 1 036 m 43° 00′ 05″ nord, 3° 09′ 02″ ouest (Burgos)
- Atezabal, 1 027 m 42° 59′ 37″ nord, 3° 03′ 09″ ouest (entre la Biscaye et Burgos)
- Txolope, 1 027 m 42° 59′ 11″ nord, 3° 02′ 43″ ouest (entre la Biscaye et Burgos)
- La Pantorra, 976 m 43° 00′ 48″ nord, 3° 10′ 23″ ouest (Burgos)
- Angoño, 939 m 42° 57′ 45″ nord, 3° 01′ 38″ ouest (entre l'Alava et Burgos)
- Txarlazo, 933 m 42° 58′ 56″ nord, 3° 02′ 15″ ouest (entre l'Alava, la Biscaye et Burgos)
- Pico del Fraile, 834 m 42° 58′ 24″ nord, 3° 02′ 35″ ouest (entre l'Alava et Burgos)
- Artelanda, 569 m 43° 01′ 29″ nord, 3° 03′ 43″ ouest (Biscaye)
- San Antón, 568 m 43° 00′ 15″ nord, 3° 01′ 48″ ouest (Biscaye)
- La Dehesa, 555 m 43° 00′ 35″ nord, 3° 01′ 21″ ouest (Biscaye)
- Menerdo, 525 m 43° 02′ 14″ nord, 3° 05′ 09″ ouest (Alava)
- Uriatxa, 507 m 43° 00′ 57″ nord, 3° 01′ 02″ ouest (Biscaye)
- Atxondo, 464 m 43° 00′ 59″ nord, 3° 00′ 55″ ouest (entre l'Alava et la Biscaye)